# جوديث روبنسون
جوديث روبنسون هي كاتِبة وصحفية كندية، ولدت في 6 أبريل 1897 في تورونتو في كندا، وتوفيت في 17 ديسمبر 1961 في Glenora, Ontario ‏ في كندا.